# William Coales
William Coales (Reino Unido, 8 de enero de 1886-19 de enero de 1960) fue un atleta británico, especialista en la prueba de 3 milla por equipo en la que llegó a ser campeón olímpico en 1908.

## Carrera deportiva
En los JJ. OO. de Londres 1908 ganó la medalla de oro en las 3 milla por equipo, consiguiendo 6 puntos, por delante de Estados Unidos (plata) y Francia (bronce), siendo sus compañeros de equipo: Joe Deakin y Archie Robertson.